# Куссита (Джорджия)
Куссита — объединённый город-округ в штате Джорджия. Также носит название как округ Куссита-Чаттахучи. Относится к метрополии Колумбус штатов Джорджия и Алабама. По переписи 2000 года население составляет 1196 человек.

## История
История Кусситы начинается с создания Чаттахучи каунти (уезда) актом Генеральной Ассамблеи Джорджии от 13 февраля 1854 года. Уезд был сформирован из частей округов Мускоги и Марион, и назван по имени реки, которая течет вдоль его западной границы. Законом было назначено пять уполномоченных, для того, чтобы указать место и название для округа. В качестве основы для названия было выбрано название Kasihta — индейского племенного городка поблизости.
Куссита была зарегистрирована как город 22 декабря 1855 года.
Жители Кусситы некоторое время гордились мачтой WTVM-TV — самым высоким сооружением в мире в 1962 году. Мачта расположена на расстоянии около полутора километров от города. Рекорд был превзойден год спустя мачтой KVLY-TV в Фарго, Северная Дакота.

## Население
Расовый состав города: 60,54 % белых, 36,45 % афроамериканцев, 0,42 % коренных американцев, 0,08 % азиаты, 0,33 % жителей тихоокеанских островов, 0,50 % других рас, и 1,67 % от двух или более рас.

## Образование
Обучение проводится в школе округа Чаттахучи по двенадцатиуровневой системе. В 2010 году в школе работало 34 учителя и обучалось учеников 451.
Школа состоит из образовательного центра, средней и высшей школ.

## Галерея

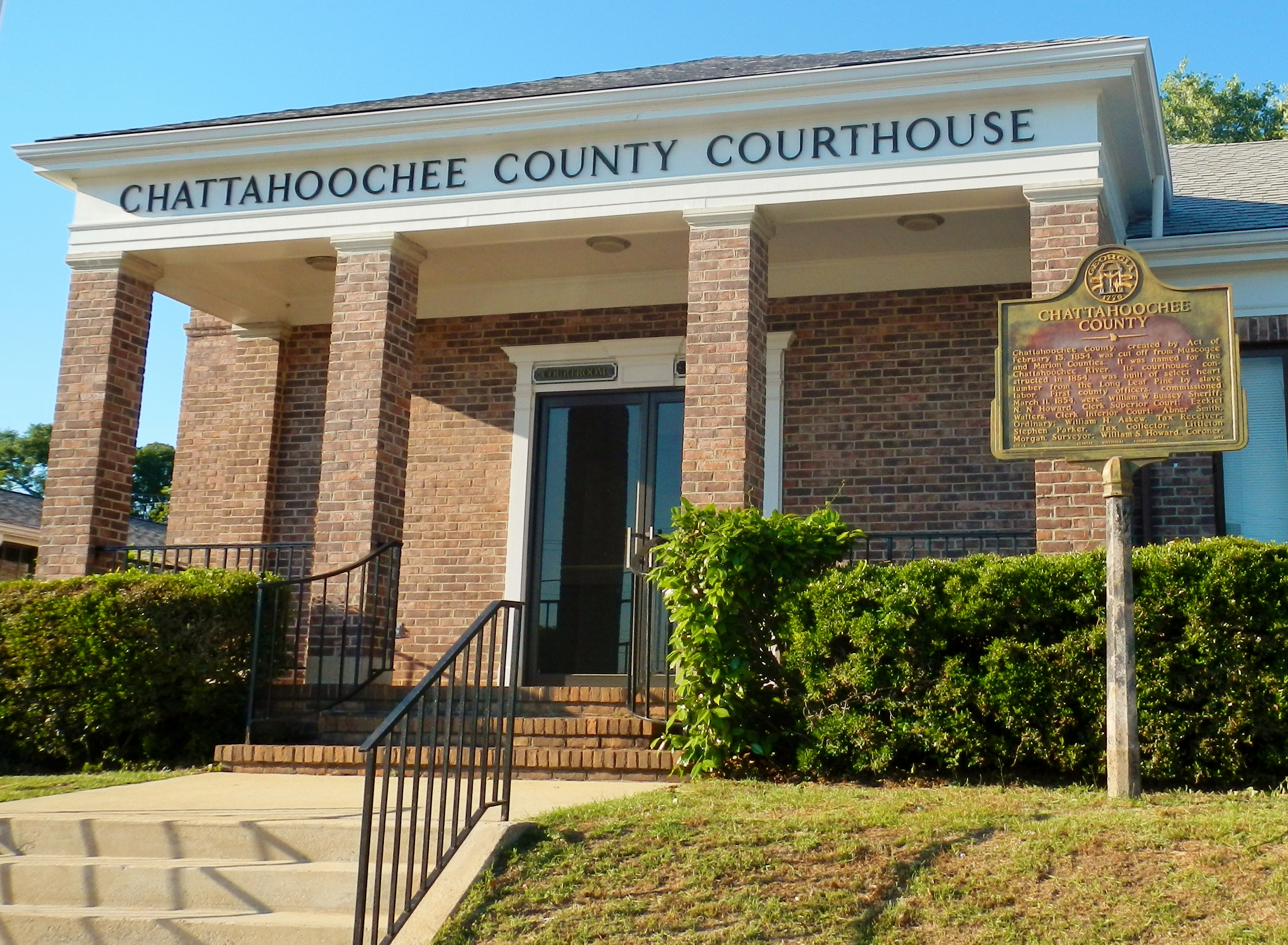
Здание суда округа Чаттахучи
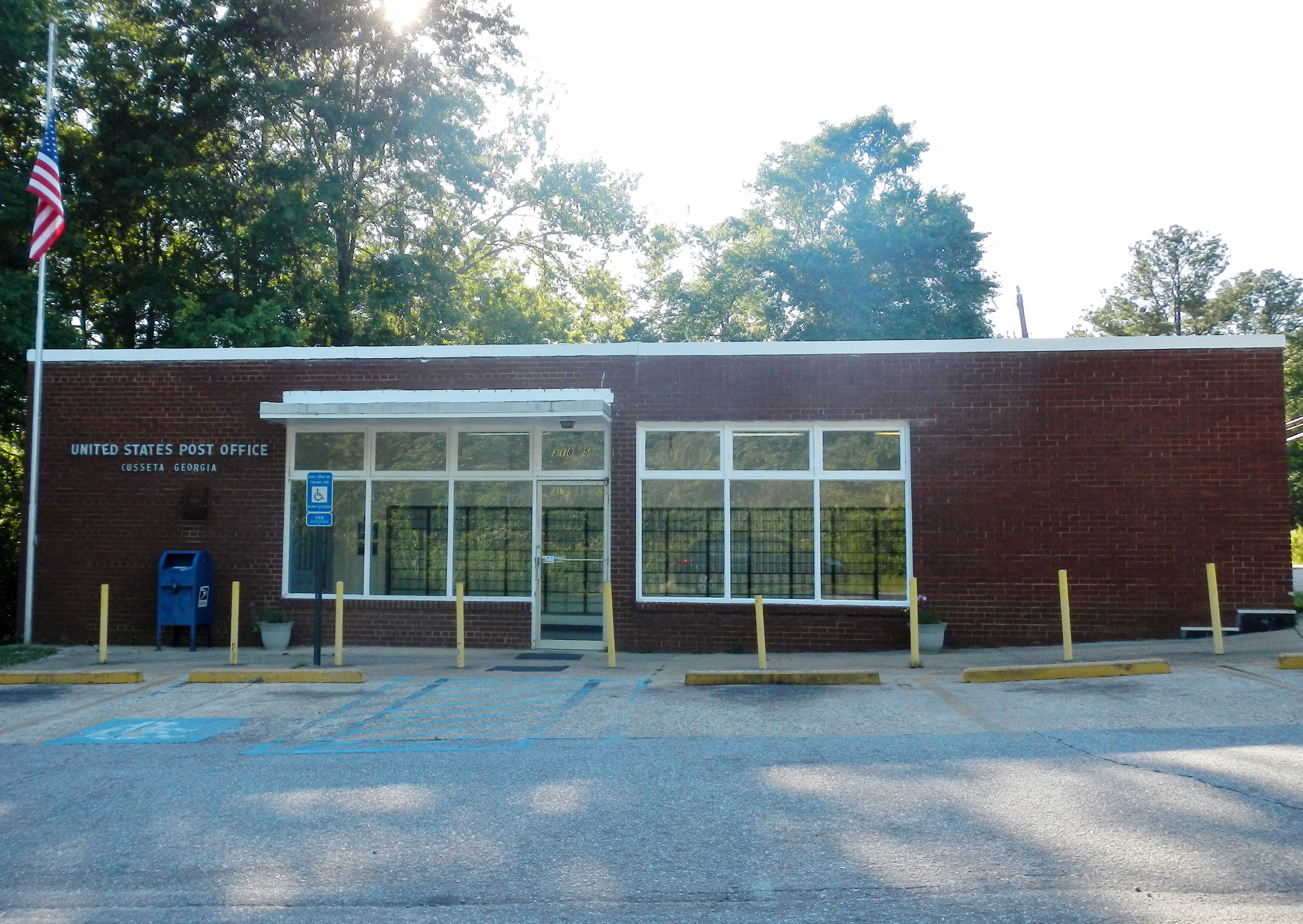
Почтовое отделение
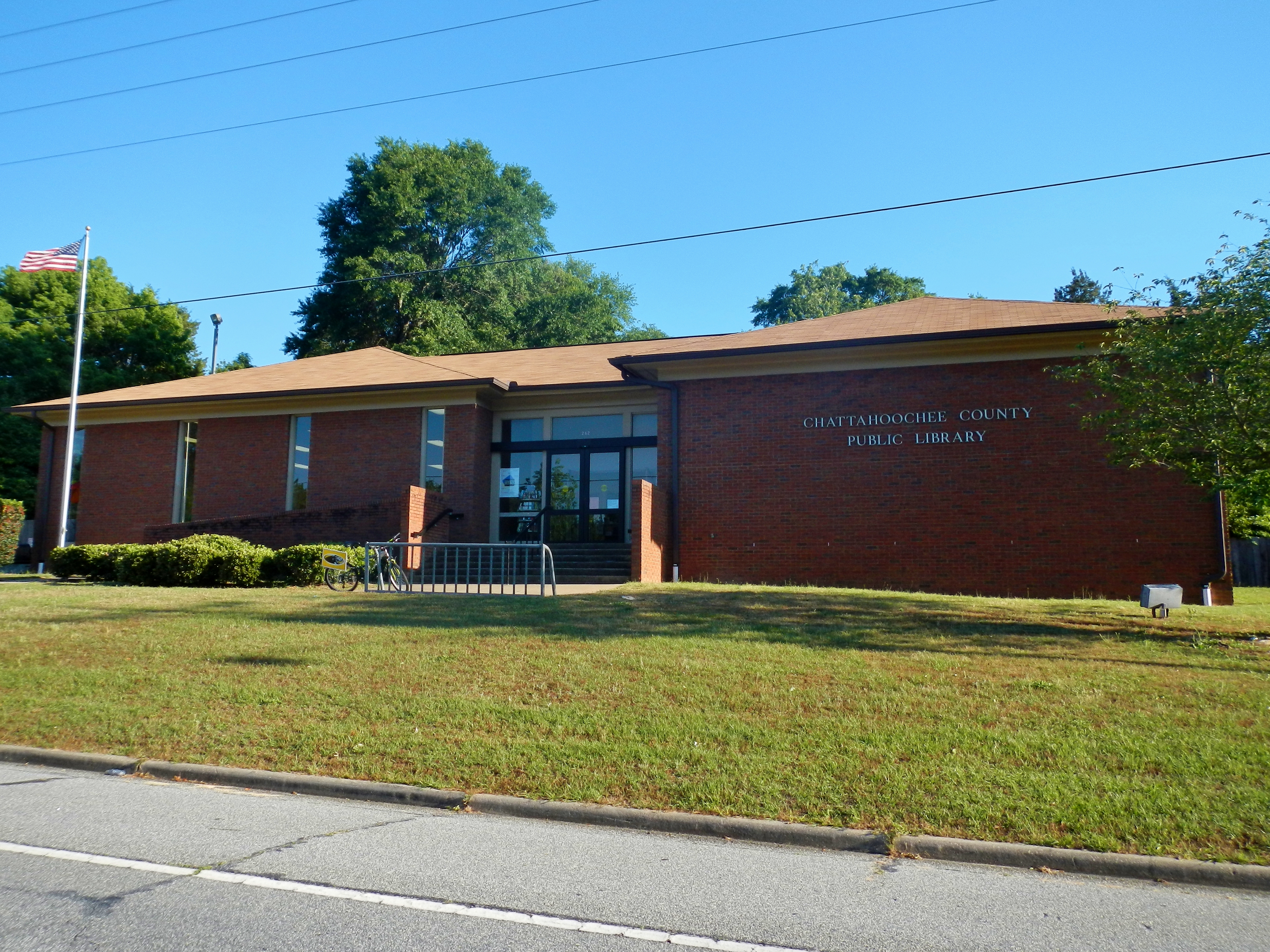
Публичная библиотека
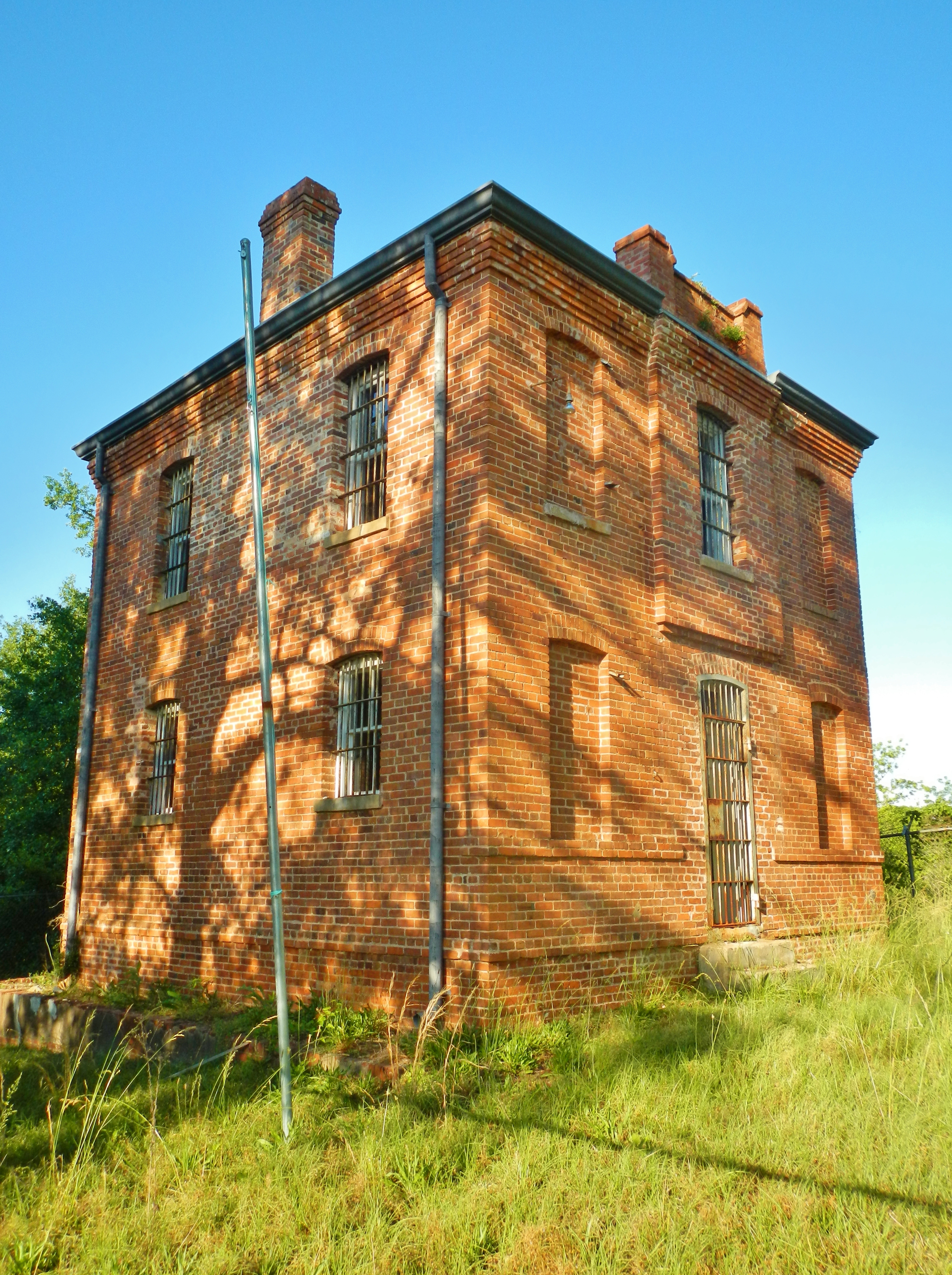
Построенная в Куссите в 1902 году двухэтажная огнеупорная тюрьма служила округу до 1975 года. Здание включено в Национальный регистр исторических мест от 13 марта 1986 года
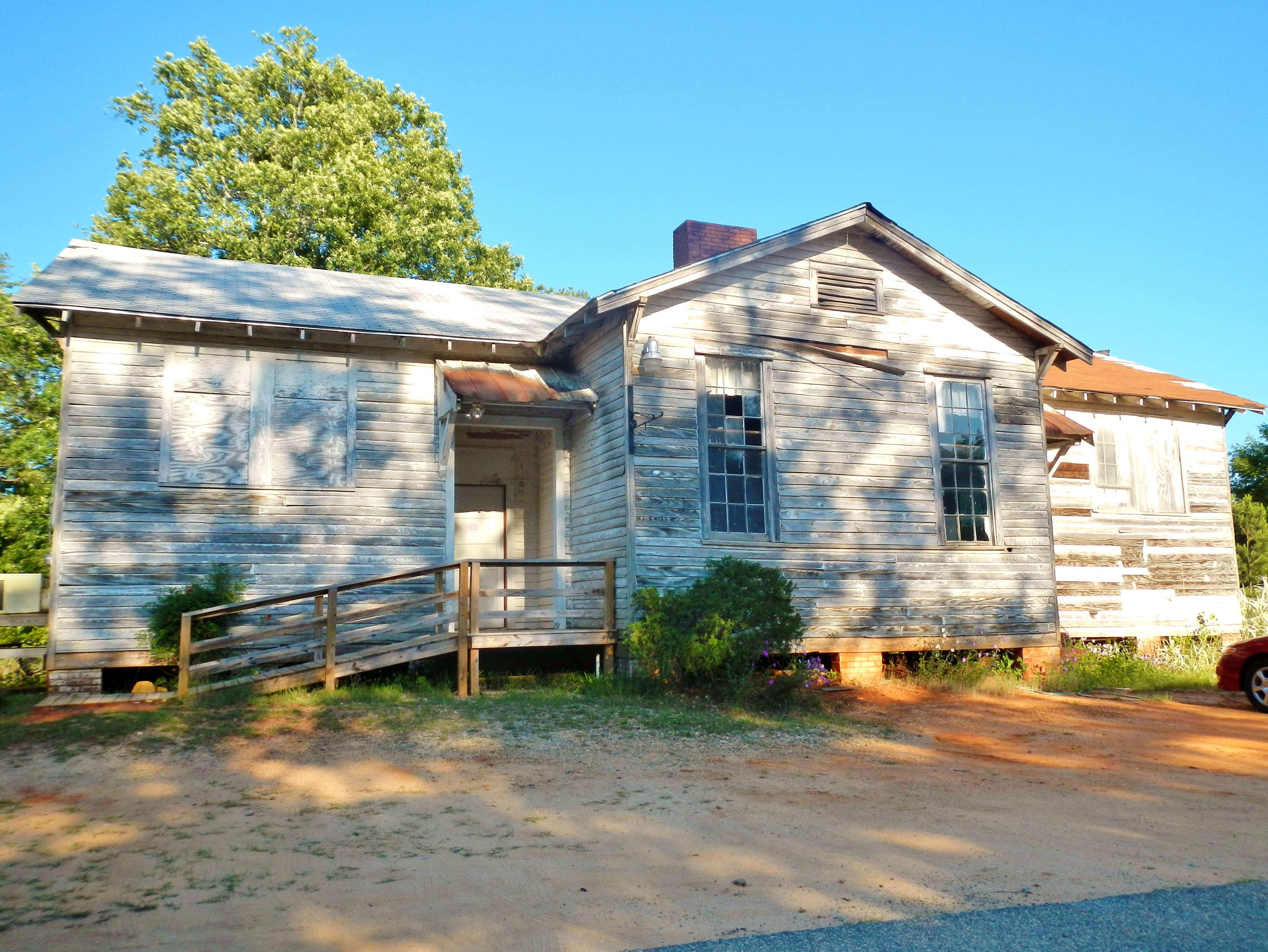
Школа построена с 1929 по 1930 годах. Была включена в Национальный регистр исторических мест 15 апреля 2011 года
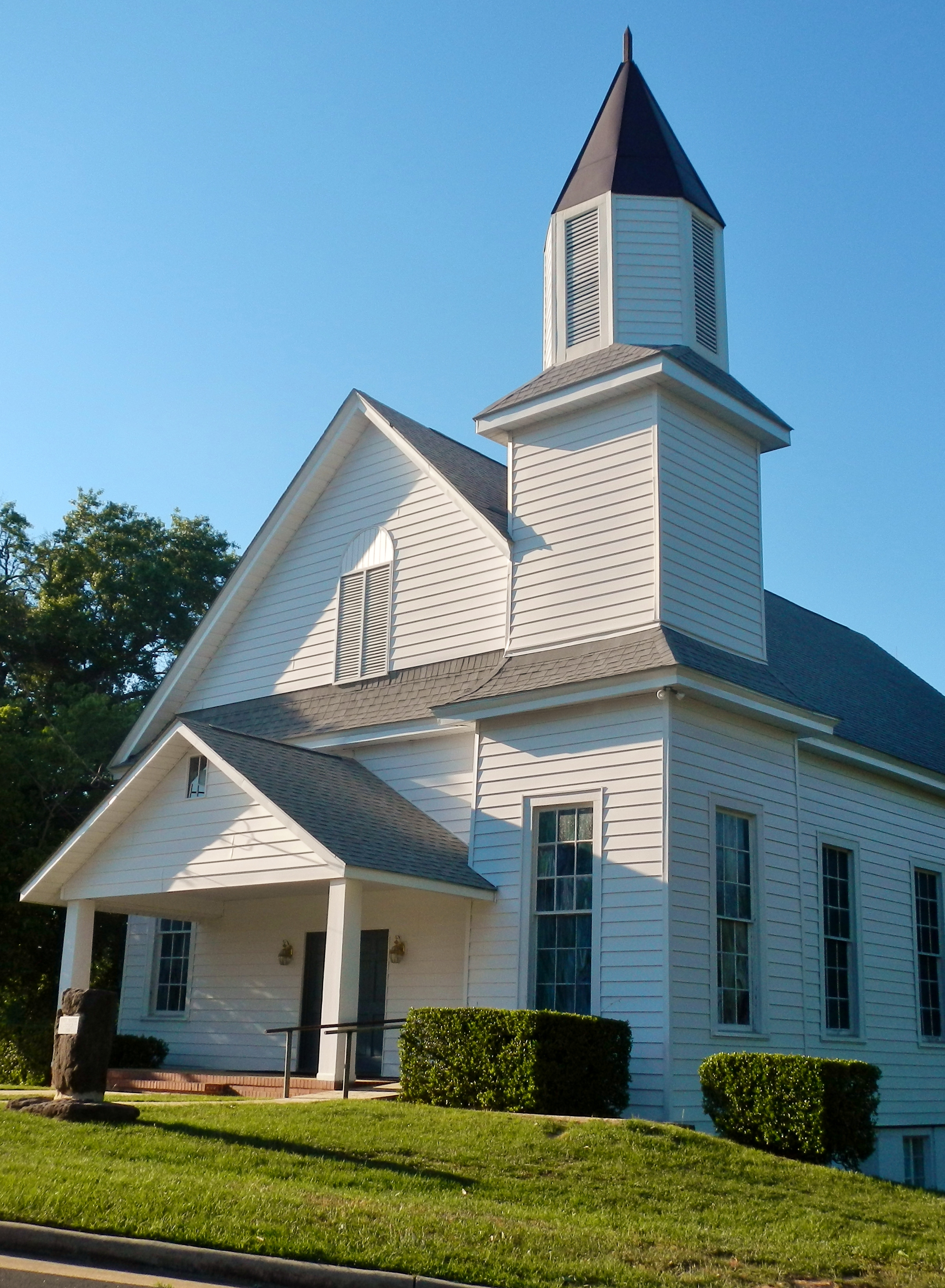
Первая баптистская церковь, самая старая церковь в Куссите, была создана в 1839 году